# Рейнолдс (тауншип, Миннесота)
Рейнолдс (англ. Reynolds) — тауншип в округе Тодд, Миннесота, США. На 2000 год его население составило 688 человек.

## География
По данным Бюро переписи населения США площадь тауншипа составляет 93,4 км², из которых 92,3 км² занимает суша, а 1,1 км² — вода (1,19 %).

## Демография
По данным переписи населения 2000 года здесь находились 688 человек, 226 домохозяйств и 183 семьи.  Плотность населения —  7,5 чел./км².  На территории тауншипа расположено 245 построек со средней плотностью 2,7 построек на один квадратный километр. Расовый состав населения: 99,56 % белых, 0,15 % афроамериканцев и 0,29 % приходится на две или более других рас. Испанцы или латиноамериканцы любой расы составляли 0,29 % от популяции тауншипа.
Из 226 домохозяйств в 42,9 % воспитывались дети до 18 лет, в 71,7 % проживали супружеские пары, в 3,5 % проживали незамужние женщины и в 19,0 % домохозяйств проживали несемейные люди. 15,9 % домохозяйств состояли из одного человека, при том 9,3 % из — одиноких пожилых людей старше 65 лет. Средний размер домохозяйства — 3,04, а семьи — 3,46 человека.
34,4 % населения — младше 18 лет, 7,7 % — в возрасте от 18 до 24 лет, 27,3 % — от 25 до 44, 20,3 % — от 45 до 64, и 10,2 % — старше 65 лет. Средний возраст — 33 года. На каждые 100 женщин приходилось 108,5 мужчин.  На каждые 100 женщин старше 18 приходилось 122,2 мужчин.
Средний годовой доход домохозяйства составлял 33 393 доллара, а средний годовой доход семьи —  39 444 доллара. Средний доход мужчин —  28 646  долларов, в то время как у женщин — 21 563. Доход на душу населения составил 12 329 долларов. За чертой бедности находились 9,9 % семей и 17,5 % всего населения тауншипа, из которых 22,5 % младше 18 и 16,3 % старше 65 лет.